# Франклин (округ, Арканзас)
Фра́нклин (англ. Franklin County) — округ, расположенный в штате Арканзас, США с населением в 17 771 человек по статистическим данным переписи 2000 года. В округе функционируют две столицы: центр северной территории округа находится в городе Озарк, центр южной территории округа — в городе Чарлстон.
Река Арканзас делит округ на две части, северную со столицей в Озарке и южную с центром в городе Чарлстон. В северной части округа разрешён оборот алкогольной продукции и её продажа в специализированных магазинах, барах и на территориях виноградников. В южной части округа оборот алкоголя запрёщен полностью.

## История
Округ Франклин был образован 19 декабря 1837 года и получил своё название в честь одного из отцов-основателей США Бенджамина Франклина.
Франклин был сформирован из территории Кроуфорд, а в 1871 году уже из его состава был выделен ещё одно административное образование штата — округ Логан.
Первоначально столица округа была одна, располагаясь в городе Озарк. В 1890-е годы после многочисленных жалоб жителей округа на трудности с пересечением реки Арканзас при поездках в Озарк, была сформирована вторая столица округа в городе Чарлстон.

## География
По данным Бюро переписи населения США округ Франклин имеет общую площадь в 1606 квадратных километров, из которых 1580 кв. километров занимает земля и 26 кв. километров — вода. Площадь водных ресурсов округа составляет 1,63 % от всей его площади.

### Соседние округа
- Мадисон — север
- Джонсон — восток
- Логан — юго-восток
- Себасчан — юго-запад
- Крофорд — запад

## Демография

Диаграмма распределения населения округа по возрастным диапазонам. Данные переписи населения 2000 года

По данным переписи населения 2000 года в округе Франклин проживало 17 771 человек, 4 961 семей, насчитывалось 6 882 домашних хозяйств и 7 673 жилых домов. Средняя плотность населения составляла 11 человек на один квадратный километр. Расовый состав округа по данным переписи распределился следующим образом: 96,17 % белых, 0,62 % чёрных или афроамериканцев, 0,80 % коренных американцев, 0,26 % азиатов, 0,06 % выходцев с тихоокеанских островов, 1,35 % смешанных рас, 0,74 % — других народностей. Испано- и латиноамериканцы составили 1,74 % от всех жителей округа.
Из 6 882 домашних хозяйств в 32,40 % — воспитывали детей в возрасте до 18 лет, 59,20 % представляли собой совместно проживающие супружеские пары, в 8,80 % семей женщины проживали без мужей, 27,90 % не имели семей. 24,60 % от общего числа семей на момент переписи жили самостоятельно, при этом 12,40 % составили одинокие пожилые люди в возрасте 65 лет и старше. Средний размер домашнего хозяйства составил 2,51 человек, а средний размер семьи — 2,99 человек.
Население округа по возрастному диапазону по данным переписи 2000 года распределилось следующим образом: 25,80 % — жители младше 18 лет, 8,50 % — между 18 и 24 годами, 26,70 % — от 25 до 44 лет, 23,20 % — от 45 до 64 лет и 15,80 % — в возрасте 65 лет и старше. Средний возраст жителей округа составил 38 лет. На каждые 100 женщин в округе приходилось 98,00 мужчин, при этом на каждых сто женщин 18 лет и старше приходилось 95,80 мужчин также старше 18 лет.
Средний доход на одно домашнее хозяйство в округе составил 30 848 долларов США, а средний доход на одну семью в округе — 36 189 долларов. При этом мужчины имели средний доход в 27 907 долларов США в год против 18 822 долларов США среднегодового дохода у женщин. Доход на душу населения в округе составил 14 616 долларов США в год. 10,60 % от всего числа семей в округе и 15,20 % от всей численности населения находилось на момент переписи населения за чертой бедности, при этом 16,20 % из них были моложе 18 лет и 15,70 % — в возрасте 65 лет и старше.

## Главные автодороги
- I-40
- US 64
- AR 22
- AR 23
- AR 41
- AR 60
- AR 96

## Населённые пункты
- Алтус
- Бранч
- Чарлстон — столица южной части округа
- Деннинг
- Озарк — столица северной части округа
- Видеркер-Вилидж